# Dohyō

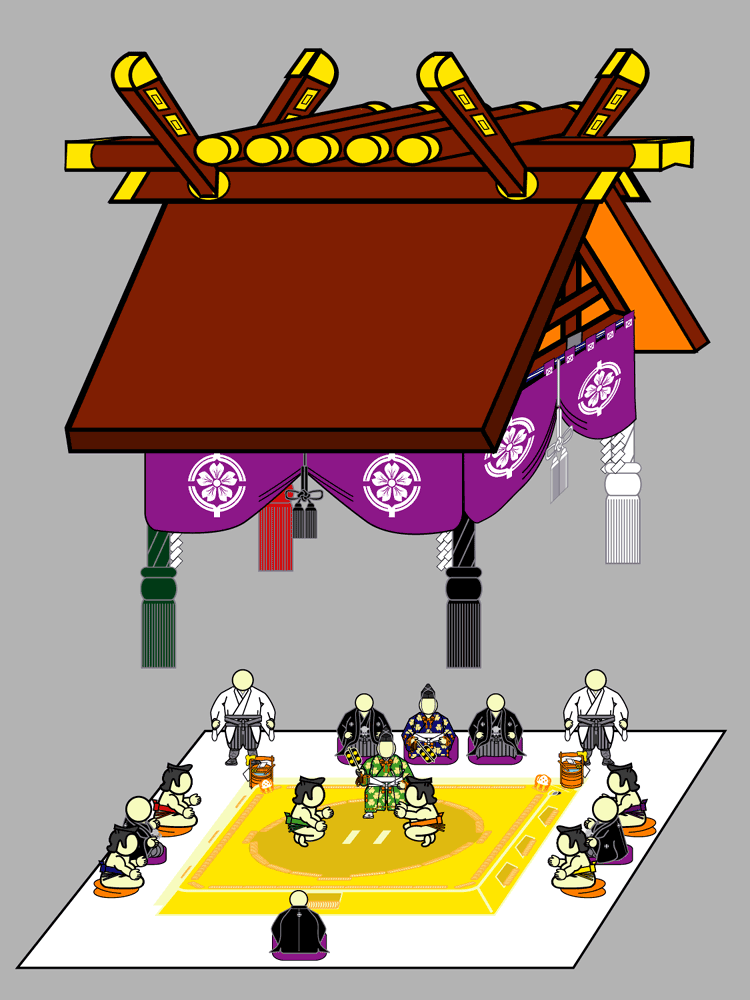
Struttura schematica del dohyō con il tetto.

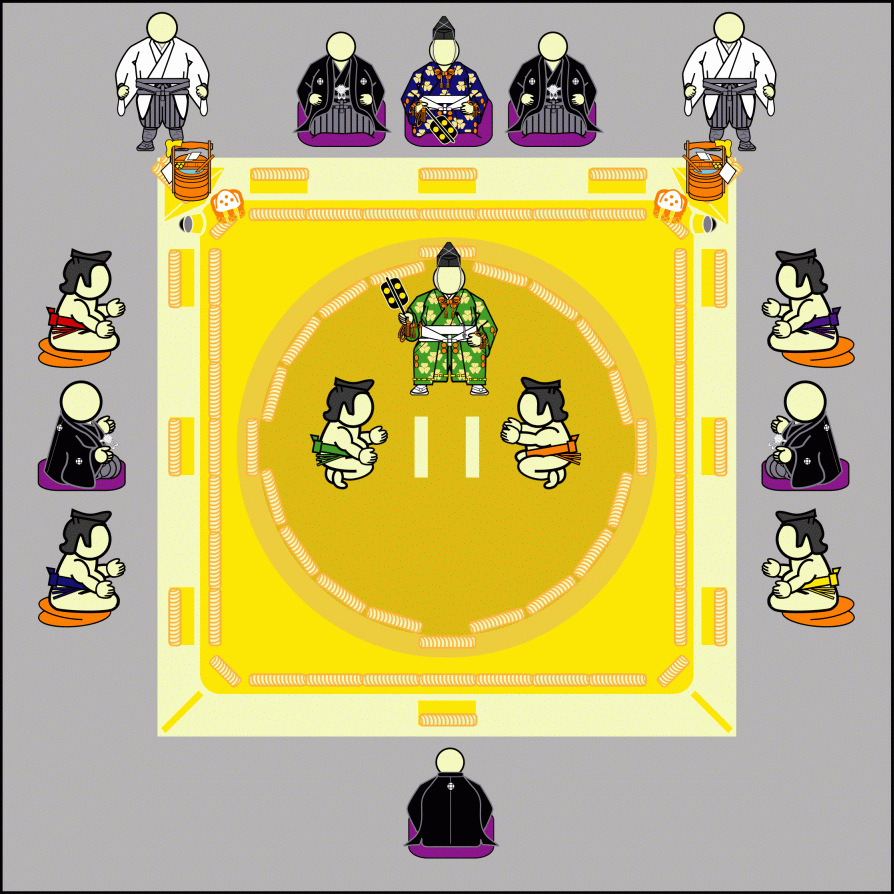
Struttura schematica di un dohyō

Per dohyō (土俵?) si intende la zona di combattimento utilizzata nel sumo.

## Struttura
Il dohyō si compone di due parti, quella a terra e quella aerea.

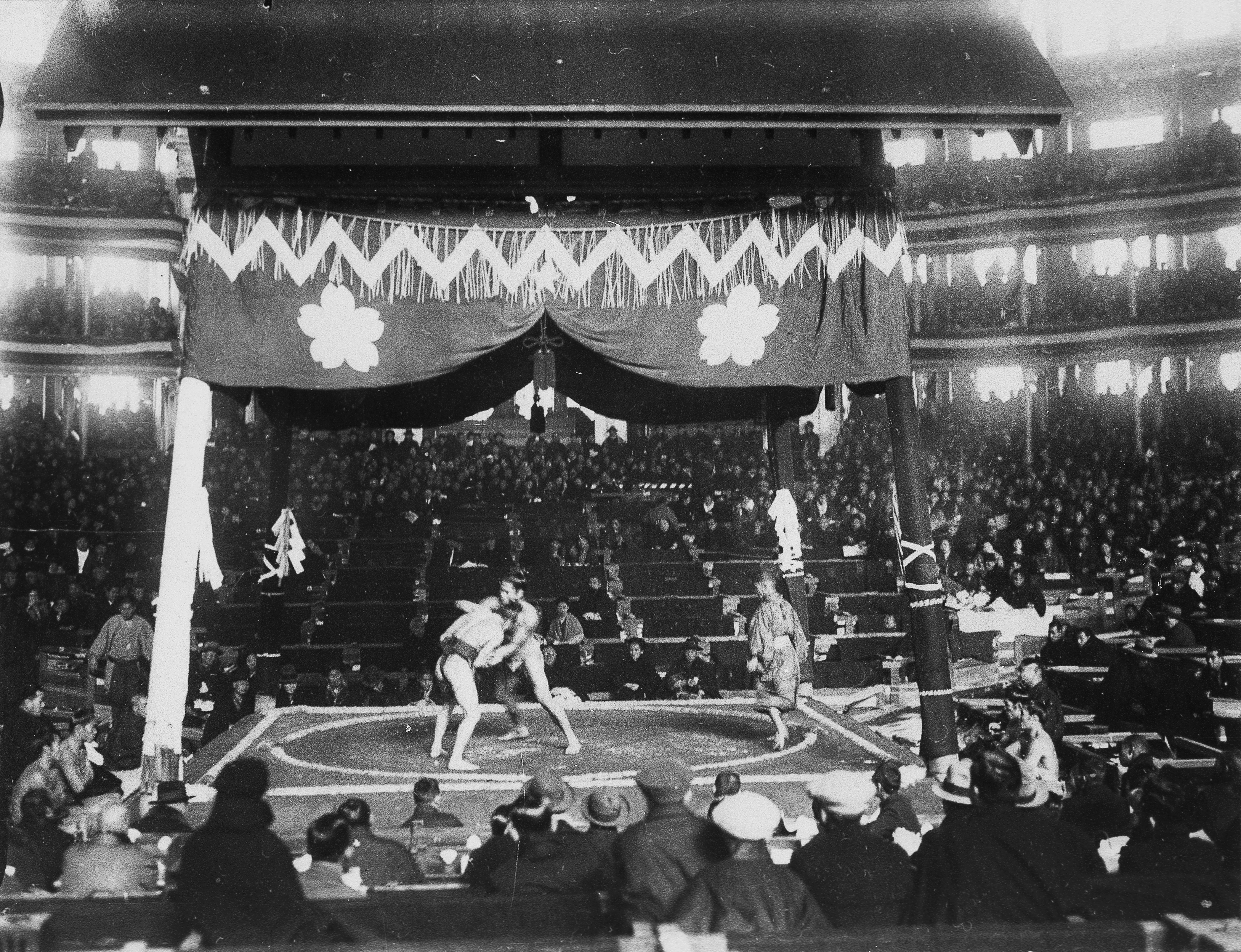
Incontro al Ryōgoku Kokugikan prima che i pilastri di sostegno fossero rimossi.

### La zona a terra
La zona a terra ha la forma di un tronco di piramide costruito in terra (荒木田土?, Arakida-do) argillosa con moderato contenuto di sabbia, ed è rialzata di circa 50 cm, ma la dimensione può variare tra i 35 cm e i 60 cm.
La zona di combattimento è formata da un cerchio di balle di paglia del diametro di circa 4,55 m (15 尺) disegnato all'interno di un quadrato di 6,7 m (22 尺).
Per la costruzione del dohyō vengono utilizzate 66 balle di paglia (俵?, tawara):
- 16 balle di combattimento (勝負俵?, shōbudawara) determinano il limite dell'anello. L'area di combattimento è delimitata dal bordo esterno delle balle.
- 4 balle di salvezza (徳俵?, tokudawara) chiudono l'anello in corrispondenza dei punti cardinali, e sono poste all'esterno delle shōbudawara. Inizialmente utilizzate per far defluire l'acqua, sono presto diventate un punto strategico utilizzato dai lottatori per avere una migliore leva quando sono spinti al limite.
- 28 balle quadrate (角俵?, kakudawara) formano il quadrato esterno all'anello e, oltre al ruolo decorativo e strutturale, possono essere d'aiuto ai lottatori sconfitti per non scivolare accidentalmente dalla piattaforma.
- 4 balle sollevate (上げ俵?, agedawara) sono poste, in diagonale, agli angoli del quadrato. Anche queste servono a far defluire l'acqua. Inoltre, le due balle a sud-est e sud-ovest vengono usate anche per appoggiare le ceste del sale (竹籠?, takego).
- 10 balle da calpestare (踏み俵?, fumidawara), 1 a nord e 3 per ognuna delle altre direzioni, sono incassate a metà altezza della piattaforma d'argilla e fungono da gradini per lottatori, arbitri e giudici.
- 4 balle del secchio (水桶俵?, mizuokedawara) sono incastrate agli angoli sud-est e sud-pvest della struttura e vengono utilizzate, appunto, per poggiarvi i secchi dell'acqua (水桶?, mizuoke).

Al centro vi sono due linee (仕切り線?, shikiri-sen) di smalto lunghe 60 cm, spesse 6 cm e distanti 70 cm l'una dall'altra, sui lati est e ovest, davanti alle quali si posizionano i rikishi prima di scontrarsi.
La superficie interna dell'anello è cosparsa di sabbia umida per ridurre il rischio di infortuni, mentre all'esterno è disegnato un cerchio di sabbia (蛇の目?, janome, occhio del serpente) molto fine in modo che i giudici possano valutare con facilità se un lottatore è uscito o meno dall'anello. Gli yobidashi si occupano di mantenere questo anello uniforme prima di ogni incontro.
Per i tornei principali, l'anello è costruito su una piattaforma apposita che prevede anche un collegamento all'impianto fognario. Nei lati del dohyō, infatti, vicino ai secchi dell'acqua, sono inseriti due imbuti (水吐き口?, mizuhaki-guchi, sputacchiere) di gomma collegati alle fogne mediante dei tubi passanti sotto all'arena.
Nell'anello si trovano solo i rikishi e il gyōji (arbitro), che all'inizio dell'incontro si posizionano in modo che i rikishi siano a est e a ovest, e il gyōji sia a sud. Ai lati est e ovest dell'arena si siedono due rikishi in attesa del loro incontro e uno shinpan (giudice) per lato, a nord siede solo  il capo shinpan e a sud siedono due shinpan e un altro gyōji. Dietro alle ceste del sale a ai contenitori dell'acqua stanno in piedi gli yobidashi (annunciatori), incaricati di chiamare i rikishi.
Tutto attorno al ring si siedono gli spettatori, che possono stare per terra o su tribune.
Limportanza di uno shinpan è determinata dalla posizione: a nord siede il più importante, procedendo in ordine decrescente in senso orario.
L'importanza del gyōji, invece, è determinata da quanto i suoi piedi sono coperti (più lo sono, più il gyōji è importante) e dal colore del ventaglio e delle decorazioni sull'abito.
Più i rikishi partecipanti all'incontro sono importanti più lo saranno gyōji, shinpan e yobidashi.

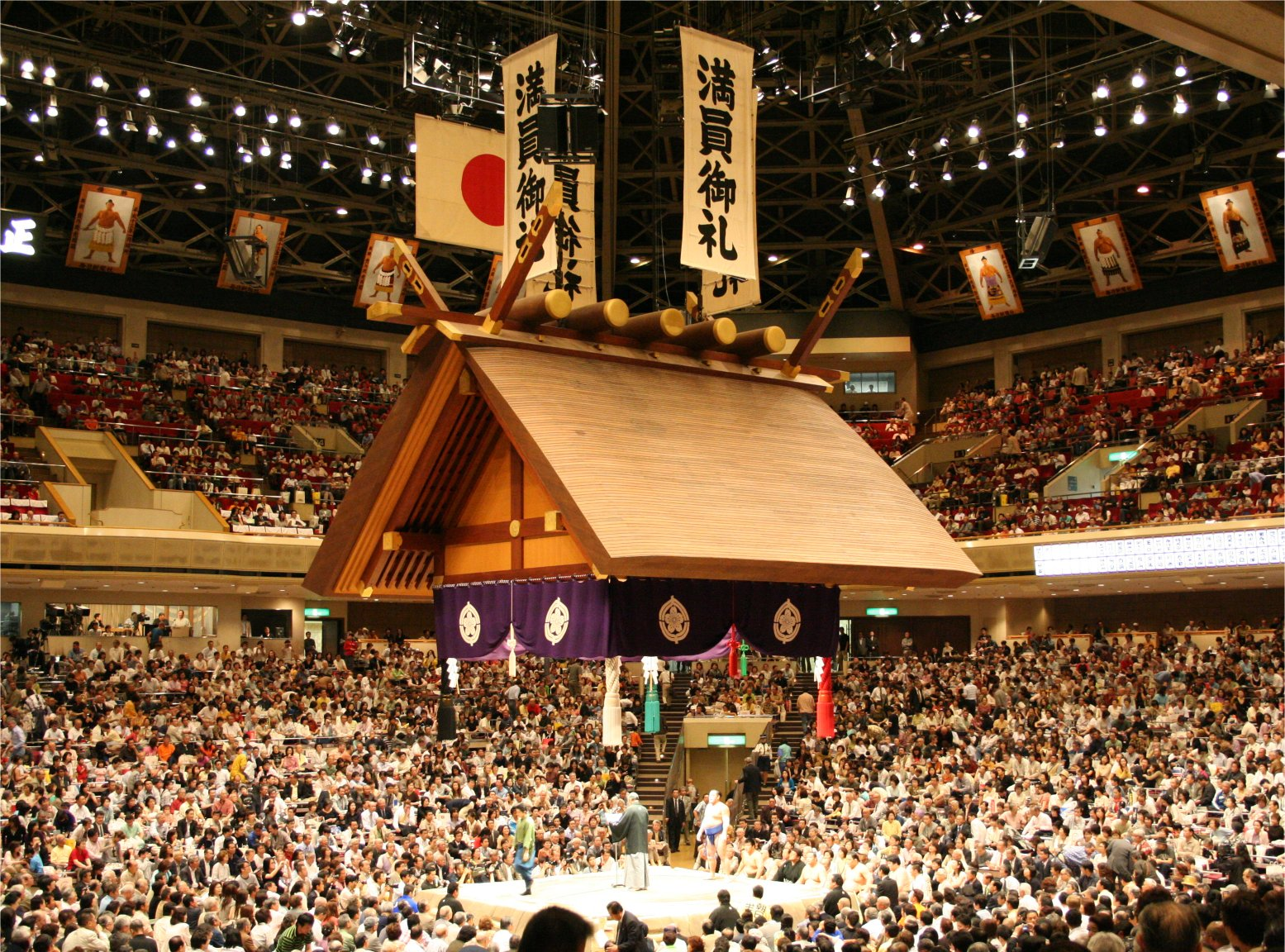
Tetto appeso all'attuale Ryōgoku Kokugikan.

### La zona aerea
La sovrastruttura (屋形?, yakata) è posta sopra la zona a terra e prende le sembianze di un santuario shintoista.
La parte principale della struttura è il tetto (屋根?, yane) di legno o, per le arene all'aperto, di pietra. Come per i santuari, il tetto è decorato da cinque traversi (鰹木?, katsuogi) poggiati perpendicolarmente all'asse superiore del tetto e da assi (千木?, chigi) che si estendono diagonalmente a partire dalle falde del tetto.
Sotto alla struttura è appesa una tenda (水引幕?, mizuhiki-maku) viola su cui è dipinto il mon dell'Associazione Giapponese di Sumō. La tenda è fissata a metà di ogni lato da un nodo (揚巻?, agemaki) di corda colorata.
Un tempo il tetto era sostenuto da quattro colonne attorno alle quali erano avvolti dei drappi colorati, ma, dal 1952, le colonne sono state eliminate e sostituite con 4 nappe (房?, fusa) di stoffa lunghe 2,3 m, spesse 70 cm e pesanti 25 kg ciascuna, rappresentanti i Si Ling dei punti cardinali, e degli stessi colori dei nodi situati a metà di ogni lato:
- Verde: drago azzurro dell'est (青龍?, seiryū, situata a nord-est),
- Rosso: uccello vermiglio del sud (朱雀?, situata a sud-est),
- Bianco: tigre bianca dell'ovest (白虎?, situata a sud-ovest),
- Nero: tartaruga nera del nord (玄武?, situata a nord-ovest).

Il tetto appeso prende il nome di 吊り屋根?, tsuriyane.